# Свети Јошт над Крањем
Свети Јошт над Крањем (словен. Sveti Jošt nad Kranjem) је насељено место у општини Крањ, Горењска регија, Словенија.

## Историја
До територијалне реорганизације у Словенији био је у саставу старе општине Крањ.

## Становништво
У попису становништва из 2011. године, Свети Јошт над Крањем није имао становника.
| Број становника према пописима | Број становника према пописима | Број становника према пописима |
| ------------------------------ | ------------------------------ | ------------------------------ |
| 1991                           | 2002                           | 2011                           |
| 0                              | 5                              | 0                              |

Напомена: Од 1955. до 1990. (као и у попису из 1991) пријавио се под именом Јошт над Крањем.